# Pianoconcert nr. 2 (Aho)
Kalevi Aho componeerde zijn Concerto voor piano en strijkorkest (Pianoconcert nr. 2) in de jaren 2001 en 2002. Het werk werd geschreven op verzoek van het Muziekfestival van Mänttä. Dat kende een plaatselijk succes met Aho’s Ballade voor fluit, fagot, cello en piano in 1999. De eerste uitvoering van het werk werd gegeven door de pianist Antti Siirala begeleid door de strijkers van het Symfonieorkest van Lahti onder leiding van Osmo Vänskä. Siirala is echter geen pianist, die furore maakte met moderne muziek. Vandaar dat Aho zijn stijl aanpaste naar muziek uit de 19e eeuw, Ludwig van Beethoven, Franz Liszt en Johannes Brahms. Siirala won in 1997 het Beethovenconcours in Wenen. Uiteraard zijn wel klankidiomen te horen uit de 20e eeuw.
Het concert is eendelig, maar kent een klassieke opbouw snel-langzaam-snel in drie secties (I, II en III) genoemd. Door de stijlaanpassing klinkt het werk atypisch voor deze componist.   
Het eerste pianoconcert van Aho dateert uit 1989.